# ستيفن سيويل (كاتب)
ستيفن سيويل (بالإنجليزية: Stephen Sewell)‏ (13 مارس 1953 في أستراليا)؛ كاتب سيناريو وروائي أسترالي.

## روابط خارجية
- ستيفن سيويل على موقع IMDb (الإنجليزية)
- ستيفن سيويل على موقع قاعدة بيانات الفيلم (الإنجليزية)